# Zivilschutzsignale

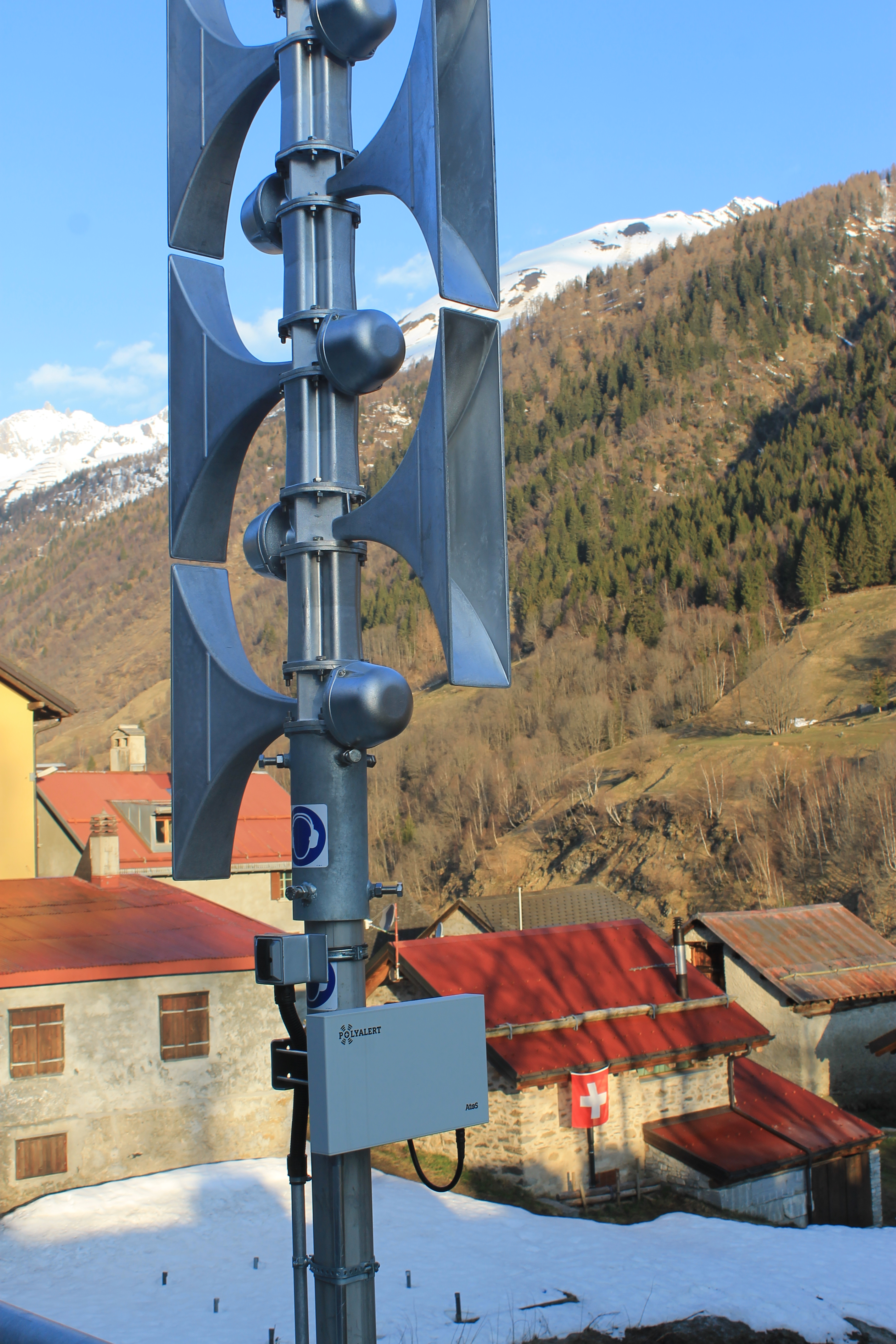
Schweizer Zivilschutzsignal: Sirene mit Polyalert-Steuereinheit, in Bedretto, Kanton Tessin

Zivilschutzsignale sind Signale, die möglichst schnell eine große Anzahl an Personen auf akute Gefahren aufmerksam machen sollen. Es kann sich im weiteren Sinne um Warnungen, Alarme oder Entwarnungen bei Gefährdung handeln. Mit einem Zivilschutz-Probealarm wird die Funktionsfähigkeit des jeweiligen Alarmierungssystems getestet.

## Aufgabe
Um die Bevölkerung schnell zu warnen und somit Schaden für Leib und Leben abzuwenden, sind Zivilschutzsignale ein Teil der erweiterten öffentlichen Daseinsvorsorge. Warnmöglichkeiten sind sowohl für zivile Großschadensfälle (Naturkatastrophen wie Unwetter, Hochwasser, Störfälle wie Chemie- oder Reaktorunfälle, ABC-Alarm) als auch für militärische Fälle (Angriff auf einen Staat) wichtig.

## Staaten

### Belgien
Belgien verfügte über 550 elektronische Sirenen. Diese befanden sich in der Nähe von Industriebetrieben und kerntechnischen Anlagen. Am 4. Oktober 2018 wurden die Sirenen mit Ausnahme jener in der Nähe kerntechnischer Anlagen abgebaut.
Alle Sirenen werden zweimal täglich getestet, indem sie einen für den Menschen unhörbaren Ton abgeben. Auf diese Weise können die verschiedenen Elemente der Sirenen geprüft werden.
Die Regierung empfiehlt die Nutzung von BE-Alert, ein Alarmsystem das Informationen über E-Mail, SMS und Telefon verbreitet.

### Dänemark
Das Sirenennetz in Dänemark besteht aus 1078 Sirenen, die ungefähr 80 % der Bevölkerung warnen können. Sie werden jede Nacht stumm getestet. Ein Test mit Signal findet jeden ersten Mittwoch im Mai um 12 Uhr statt.

### Deutschland
In der Bundesrepublik Deutschland wird ein Warnmittelmix auf Grundlage des Modularen Warnsystems (MoWaS) betrieben.

### Italien
In Venedig warnte bis 2007 ein einfaches Sirenensystem vor Hochwasser Acqua alta. Seit Dezember 2007 ist ein differenziertes Signalsystem im Betrieb. Hierbei ist je nach zu erwartender Wasserstandshöhe mehrfach ein Sirenenton von den insgesamt acht Sirenen im Stadtgebiet zu hören. Bei einer zu erwartende Höhe von 110 cm über dem Normalstand hört man einen einfachen Ton, bei 120 cm mit einem zusätzlich höheren, bei 130 cm mit zwei jeweils höheren und bei 140 cm mit drei jeweils höheren Tönen.
In Südtirol wurde im Jahr 2002 das Alarmsystem von Österreich teilweise übernommen. Der Systempunkt Warnung wurde nicht übernommen. Ausgelöst werden können sie von der Landesnotrufzentrale in Bozen.

### Luxemburg
Landesweit gibt es in Luxemburg 338 Sirenen, die einzeln, pro Ort, Gemeinde, Region oder landesweit ausgelöst werden können. Außerhalb der Stadt Luxemburg wird jeden ersten Montag im Monat um 12 Uhr ein Sirenentest durchgeführt.
Diese Informationen sind auf den Deckelinnenseiten der luxemburgischen Telefonbücher nachzulesen.

### Niederlande
In den Niederlanden gibt es landesweit 3800 Sirenen, die jeden ersten Montag im Monat um 12 Uhr getestet werden. Die Sirenen ertönen ohne Unterbrechung 1 Minute und 26 Sekunden lang. Sie werden nie an einem nationalen oder religiösen Feiertag oder Gedenktag getestet.

### Österreich
Österreich verfügt über ein flächendeckendes, betriebsbereites Netz von 8356 Sirenen (Stand 5. Oktober 2024).

#### System der Sirenenwarnung
Es sind drei verschiedene allgemeine Signale vorgesehen: Warnung, Alarm und Entwarnung. Nicht erkennbar ist aus den Warn- und Alarmzeichen, um welche Art einer Katastrophe es sich handelt. Diese erfährt man nur aus den gleichzeitig ausgesendeten Sondernachrichten des ORF und Verhaltensmaßnahmen, die über Massenmedien (Rundfunk, Fernsehen und Internet) bekanntgegeben werden. Bei nur lokal auftretenden Alarmierungen kann die Mitteilung auch durch Lautsprecherdurchsagen, beispielsweise durch die Feuerwehr, erfolgen.
Außerdem kann der Feuerwehralarm über das System gegeben werden. Die Verwendung des Alarmsignals hängt von der einzelnen Feuerwehr ab. Wenn beispielsweise eine Feuerwehr hauptsächlich mittels Funkmeldeempfänger ihre Mitglieder alarmiert, so wird das Sirenensignal (Feuerwehralarmton einer Motorsireneⓘ Alarmton einer Hochleistungssireneⓘ) nur selten verwendet, so in vielen Städten und großen Orten. In vielen Feuerwehren wird allerdings auch unterschieden, dass bei Bränden oder Menschenrettung mit beiden alarmiert wird, bei technischen Einsätzen hingegen nur mit den Funkrufempfängern. Dies ist abhängig von den örtlichen Alarmplänen.
Es gibt eine wöchentliche Sirenenprobe (ein 15-sekündiger Dauerton) mit dem Signal Sirenenprobe jeden Samstag gegen 12 Uhr; dabei werden auch die unterschiedlichen Auslösewege – Bundeswarnzentrale (BWZ), Landeswarnzentralen (LAWZ), Bezirks-Alarm- und Warnzentralen (BAWZ) oder Direktauslösung – abwechselnd getestet.
Seit 1998 findet einmal jährlich am ersten Samstag im Oktober zwischen 12:00 und 12:45 Uhr eine österreichweite Sirenenprobe mit allen Katastrophensignalen statt.
Dies wird vorher in den Massenmedien bekanntgegeben. Dabei werden einerseits die Funktionstüchtigkeit, andererseits die Hörbarkeit überprüft. Gleichzeitig soll auch eine Bewusstseinsbildung bei der Bevölkerung erzielt werden. Obwohl zentral ausgelöst, sind alle Feuerwehren mit eingebunden, die die Rückmeldungen durchführen.
Auch hier wechselten sich Bundeswarnzentrale (BWZ), Landeswarnzentralen (LAWZ), sowie die jeweilige Bezirksfeuerwehrzentrale ab, so dass die Probealarmzeiten österreichweit nicht auf die Minute einheitlich sind. Zusätzlich werden gemeinsam mit der bundesweiten Sirenenprobe auch der Flutwellenalarm unterhalb der großen Talsperren wie Malta, Kaunertal oder Sellrain-Silz getestet. Hierbei werden mittels eigens dafür installierter Typhone das Signal Flutwellenalarm mit einem 33-mal auf- und abschwellenden Hornton mit einer Dauer von ca. 3 Minuten und Flutwellenentwarnung mit einem Hornton mit einer Dauer von 1 Minute getestet.

#### Genutzte Zivilschutz- und Probesignale
- Die Sirenenprobe ist ein 15 Sekunden dauernder Dauerton (ein besonders kurzer Alarmton). Sie findet österreichweit (außer in Wien)[11] jeden Samstag je nach Ort etwa um 12:00 Uhr statt.

- Der Feuerwehralarm besteht aus dreimal 15 Sekunden Dauerton mit dazwischen zweimal 7 Sekunden Pause.

- Herannahende Gefahr (Warnung) wird mit einem dreiminütigen Dauerton angekündigt. Die Bevölkerung wird damit aufgefordert, Radio- oder Fernsehgerät einzuschalten und dort bekanntgegebene Anordnungen zu beachten.

- Das Signal Gefahr (Alarm) besteht aus einem auf- und abschwellenden Ton von einer Minute Dauer und bedeutet unmittelbare Gefahr: schützende Räumlichkeiten aufsuchen (ein Auto bietet keinen ausreichenden Schutz), über Medien durchgegebene Verhaltensmaßnahmen befolgen und Radio einschalten.

- Das Ende der Gefahr (Entwarnung) wird mit einem einminütigen Dauerton angezeigt. Mögliche Einschränkungen für den normalen Tagesablauf werden über die Medien verbreitet.

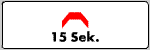
Sirenenprobe: einmal 15 Sek. Dauerton
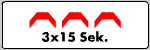
Feuerwehralarm: dreimal 15 Sek. Dauerton
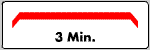
Warnung (Herannahende Gefahr!): 3 Min. gleichbleibender Dauerton
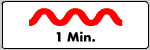
Alarm (Gefahr!): eine Minute (1 Min.) auf- und abschwellender Heulton
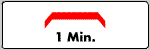
Entwarnung (Ende der Gefahr!): eine Minute (1 Min.) gleichbleibender Dauerton

#### Weitere Möglichkeiten der Alarmierung der Zivilbevölkerung
Seit 2017 bietet das Innenministerium die Möglichkeit der individuellen Alarmierung, orts- oder ereignisbezogen über eine installierte App, SMS, E-Mail oder anderen IT-Möglichkeiten des Systems KATWARN Österreich/Austria. Obwohl das AT-Alert erst mit der Sirenenprobe 2024 offiziell in Betrieb genommen wurde, wurden die Handywarnungen über Cell Broadcast schon bereits vorher im niederösterreichischen Katastrophengebiet während den Hochwasser in Mitteleuropa im September 2024 angewendet.

### Schweiz und Liechtenstein
In der Schweiz ist das Bundesamt für Bevölkerungsschutz (BABS) mit der Nationalen Alarmzentrale (NAZ) für die Alarmierung zuständig. Es verbreitet Warnungen über Radio, Fernsehen, Sirenen und bei Naturgefahren über naturgefahren.ch im Internet.

#### Sirenen

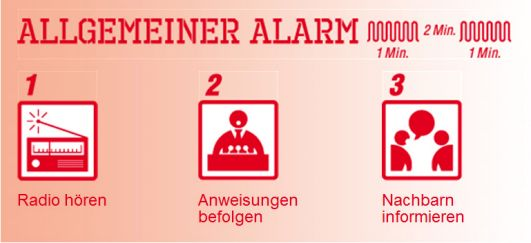
Verhaltensregeln beim Allgemeinen Alarm
Alarmsignal

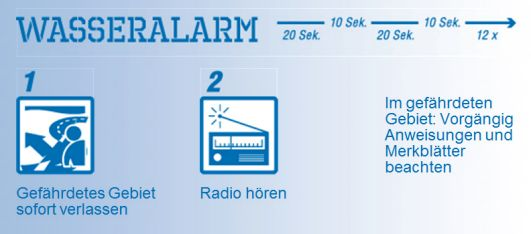
Verhaltensregeln beim Wasseralarm
Alarmsignal

Die Schweiz verfügt über rund 7200 Sirenen des Zivilschutzes, von denen 5000 fest installiert sind (600 davon auch gleichzeitig für Wasseralarm) und 2200 auf Fahrzeugen befestigt werden können. 23 Sirenen befinden sich in Liechtenstein.
Die Sirenen werden durch die kantonalen oder lokalen Behörden ausgelöst. Die stationären Sirenen können ferngesteuert aktiviert werden. Die Sirenen werden jedes Jahr am ersten Mittwoch im Februar zwischen 13:30 und 15:00 Uhr mit dem Signal „Allgemeiner Alarm“ getestet.
Seit dem 1. April 2004 gibt es in der Schweiz nur noch zwei Alarmierungszeichen: der allgemeine Alarm und der Wasseralarm. Die früheren Zeichen C-Alarm und Strahlenalarm wurden aufgehoben. Zudem ist die Alarmierung der Feuerwehren (Cis-Gis-Signal) mit Zivilschutzsirenen nicht mehr gestattet.

##### Allgemeiner Alarm
Regelmäßig auf- und absteigender Ton der Sirenen mit einer Dauer von einer Minute. Nach einer Unterbrechung von zwei Minuten wird der Alarm wiederholt. Bei Ertönen des allgemeinen Alarms soll die Bevölkerung das Radio einschalten und die Anweisungen der Behörden befolgen.

##### Wasseralarm
Der Wasseralarm ertönt nur in gefährdeten Gebieten unterhalb von Stauanlagen. Er besteht aus zwölf tiefen Dauertönen von je 20 Sekunden Dauer in Abständen von je 10 Sekunden. Bei Ertönen des Wasseralarms soll die Bevölkerung das gefährdete Gebiet verlassen, und anschließend das Radio einschalten und die Anweisungen der Behörden befolgen.

#### Massenmedien
Die behördlichen Warnungen werden über die TV- und Radioprogramme der SRG SSR verbreitet. Diese verfügt über ein Notdispositiv (Information Catastrophe Alarme Radio Organisation, ICARO) und über mehrere geschützte Radiosendeanlagen mit verstärkter Sendeleistung, deren Signale auch im Falle eines Schutzraumbezugs empfangen werden können.

#### Polyalert
Mit dem Projekt Polyalert des BABS wurden 2015 die Sirenen und deren Steuerung erneuert. Zudem ermöglicht es, Alarme auch über Anrufe und Kurznachrichten an die Mobiltelefonbenutzer im Gefahrengebiet, über Lautsprecher in öffentlichen Verkehrsmitteln und über die Computerbildschirme in Unternehmen auszulösen. Polyalert ist auch in Liechtenstein aktiv.

### Tschechien
In Tschechien wird das landesweit einheitliche Alarm- und Warnsystem jeden ersten Mittwoch im Monat getestet. Um 12:00 Uhr ertönen dann die Sirenen mit einem 2 Minuten langen ununterbrochenen Heulton. In der Hauptstadt Prag werden die Bewohner und ausländische Gäste kurz vorher über elektronische „sprechende Sirenen“ in tschechischer und englischer Sprache über den bevorstehenden Probealarm aufmerksam gemacht. Zuständig ist das Operative Informationszentrum des Feuerwehrrettungskorps in Prag.

### Vereinigte Staaten
In den Vereinigten Staaten wurde nach dem Zweiten Weltkrieg das Emergency Broadcast System (EBS), 1997 in Emergency Alert System (EAS) umbenannt, als nationale Warnsystem eingeführt. Das System ermöglicht dem Präsidenten der Vereinigten Staaten im Falle einer akuten Lage innerhalb von 10 Minuten über alle Verbreitungswege zur amerikanischen Bevölkerung zu sprechen. Zusätzlich kann die Bevölkerung vor extremen Naturkatastrophen (Tornados, Wirbelstürmen, starken Schneefällen mit Blitzeis und Sturmfluten etc.) gewarnt werden.

## Europäische Angleichung
Es gibt auch innerhalb Europas noch unterschiedliche Bedeutungen für gleich klingende Signale. So ist der an- und abschwellende Heulton während einer Minute in Luxemburg ein Voralarm, in Österreich und der Schweiz der Hauptalarm bei akuter Gefahr. Das deutsche Bundesamt für Zivilschutz empfahl 1999 eine „Untersuchung zur Entwicklung eines einheitlichen Sirenensignals und daran anknüpfender Verhaltensempfehlungen“.
In der englischen Sprache werden auch die Begriffe Reverse 112 oder Public Warning Service (PWS) für Zivilschutzsignale verwendet, insbesondere solche, die an Handys gesendet werden.